# 明石謙
明石 謙（あかし けん、1934年12月21日 - 2005年11月5日）は、日本のリハビリテーション科医。運動学および義肢装具学の第一人者。岡山県備前市吉永町生まれ。川崎医科大学リハビリテーション医学教室の初代教授、川崎リハビリテーション学院の学院長、日本リハビリテーション医学会常任理事を歴任した。日本のリハビリテーション医学の創成期を築き上げた医師のひとり。

## 経歴

### 学生時代
岡山県立和気閑谷高等学校の学生時代に医師になりたいと希望するようになったが、成績は最上位ではなく、1953年の卒業と同時に岡山大学理学部物理学科へ入学した。英語と物理学、数学の成績が向上したため、1955年4月に同大学医学部医学科に入学することとなった。当時は、医学部進学コース以外に医学科へ進める道があった。物理学科での2年間の経験と知識が、後に運動学の大家になる足掛かりとなっている。医学科での学生時代は、軟式テニス、水泳、オーケストラにも勤しんだが、特にビオラの腕前はプロ並みであった。

### 医師としての修練
1959年3月に岡山大学を卒業し、1960年3月まで岡山赤十字病院にて診療実施修練（インターン制度）を受け、修了と同時に医師国家試験に合格した。1960年5月に岡山大学整形外科学教室（教授、児玉俊夫）に入局した。1961年5月には関連病院である香川県立ひかり整肢学園に出向し、障害児に対する医療と運動学、装具学を学んだ。その間にEducational Commission For Foreign Medical Graduates (ECFMG)の試験に合格し、米国で医師として2年間勤務できる資格を取得した。

### 米国留学
1963年7月に、児玉俊夫の許可を得て、リハビリテーション医学の勉強のためにピッツバーグ市セントフランシス総合病院リハビリテーション科に留学することとなった。1964年7月にはニューヨーク大学医学部リハビリテーション医学研究所（Rusk研究所）に移動し、リハビリテーションの父という異名をもつHoward A. Ruskの指導を受けた。この間に、ECFMGの永久資格を取得した。3年間の臨床研修において、リハビリテーション医療の実践的治療法や筋電図検査法などを研鑽し、修了と同時に米国のリハビリテーション科専門医パート1の試験を受け合格した。学友には、Mathew H.M. Lee（後にRusk研究所長）がいた。同時代にRusk研究所に留学した日本の医師には、村上恵一、横山巖、上田敏 (医学者)らがいた。

### 岡山大学時代
1967年1月に帰国し、2月から岡山大学医学部附属病院（後の岡山大学病院）整形外科の助手として勤務することとなった。帰国して最も影響を受けた医師は、当時、岡山大学附属病院整形外科学講師で、ドイツから帰国した武智秀夫である。障害者に対するドイツ流の宗教的・民族的な考え方や義肢装具学の知識が米国医学と相俟って、日本で発展させる契機となった。武智秀夫との交流は、岡山県身体障害者更生相談所での義肢 装具判定を通じて、障害に亘って継続された。1969年7月には岡山大学医学部附属病院の中央物療部（現在のリハビリテーション部）講師に昇格し、脳性麻痺や脊髄損傷等のみならず、脳卒中とその原因となる糖尿病や高血圧の治療を見据えたリハビリテーション医療を開始した。当時の後輩に森田能子が所属していた。

### 川崎医科大学での教室開設
1975年4月に学校法人川崎学園創立者である川﨑祐宣の発案によって、川崎医科大学（1970年開学）にリハビリテーション医学教室が設置され（獨協医科大学に次いで2番目の講座）、その初代教授に選出された。同時に川崎リハビリテーション学院が開学し、副学院長を併任した。学院長は水野祥太郎（川崎医科大学学長との併任）で、その影響を強く受けている。水野祥太郎は小林太刀夫、小池文英らと共に日本リハビリテーション医学会を創立し、1964年に第1回学術集会の大会長を務めている。
リハビリテーションセンターは川崎リハビリテーション学院の1階（作業療法室、水治療法室）と2階（理学療法室、物理療法室）で、当時の大学病院としては広い面積を保有していた。しかし、医師以外には理学療法士2名、外来受付事務員1名からの出発であった。1975年9月に岡山大学から森田能子を迎え入れ、1976年4月に川崎医科大学1期生の長尾史博の入局によって医局の体制が整えられ、大学院研究科生理系教授となった。5月には長谷川寿美玲が血液内科から移籍し、7月にはニューヨーク大学から帰国した土肥信之を助教授として迎えた。リハビリテーション科としての専有病床は5床（11階病棟）からスタートし、10階東病棟に移設して20床となっている。1988年には、病床数38床の専有のリハビリテーション科病棟（旧救命救急棟5階）を保有するようになった。1970年代にリハビリテーション科の専有病床を有する大学病院本院は、他に例がなかった。
リハビリテーション医療には、Rusk研究所で学んだ専門的な手法を取り入れたが、いち早く取り組んだことは急性期リハビリテーションである。1か月間は安静を強いられていた患者が多い中で、発症早期から機能訓練を開始することは、当時としては珍しいことであった。その他の専門分野として、義肢装具診や筋電図検査を開始し、運動学や臨床工学を研究分野として、川崎医科大学の発展に大きく寄与した。教室員は徐々に増え、小野仁之、冨田素子、伊勢眞樹、葺石安利、塚本芳久、長屋政博、水野雅康、本多知行、山田智が昭和の時代に入局している。そして、全ての医局員に日本リハビリテーション医学会のリハビリテーション科専門医の資格を取得させた。自らは1980年に経過措置による15人の初代専門医に選出され、以後は長年に渡って試験官を務めている。
医局員の海外留学にも力を注ぎ、長尾史博をカリフォルニア大学デービス校へ、塚本芳久と本多知行をノースウェスタン大学のシカゴリハビリテーション研究所（RIC）へ送っている。1987年5月に土肥信之を藤田保健衛生大学（現在、藤田医科大学）リハビリテーション医学講座の初代教授として送り出し、後任の助教授に伊勢眞樹を据えた。伊勢眞樹は1998年7月に倉敷中央病院 リハビリテーション科部長となって異動したが、その後任の助教授として椿原彰夫を据えた。医局員の入局はその後も続き、2000年3月の退任時には、同門会員総数は特別会員を入れて35名となった。

### 療法士教育
1984年4月に水野祥太郎の後を継いで、川崎リハビリテーション学院の第2代学院長を併任することとなった。運動学を専門分野とすることから、理学療法士、作業療法士の学生には解剖学の確実な知識を身につけさせることに力を注いだ。特に、骨ならびに筋の口頭試問では、徹底的な知識を求め、全問正解でなければ合格としなかった。この教育方法は、2004年3月に退任した後も、第3代学院長の椿原彰夫に受け継がれた。
1995年4月に川崎医療福祉大学（1991年開学）にリハビリテーション学科が設置され、その初代学科長を併任することとなった。この際に、伊勢眞樹を併任教授に据えるとともに、厚生労働科学研究費補助金による嚥下障害研究で共同研究者を務めた椿原彰夫を教授（医科大学講師を併任）で迎い入れた。教育方法は川崎リハビリテーション学院での内容とほぼ同一であったが、4年制大学として研究（卒論）にも力を入れた。2003年3月に学科長を辞して理学療法士の渡邉進に席を譲り渡したが、以後も療法士の教員との研究活動は継続した。2005年 11月5日、直腸癌によって現役のまま死去した。

### 医学会等での貢献
岡山大学医学部附属病院の中央物療部に勤務していた1969年に、日本リハビリテーション医学会評議員に選出された。川崎医科大学に異動してからの1977年に理事となり、2005年まで監事を含む役員を歴任した。この間に、第18回学術集会（1981年5月4日～5日）の大会長を務めている。1988年には、第16回世界リハビリテーション会議のポストコングレスセミナー倉敷を川崎医科大学で開催した。また、運動学をはじめとする卒後研修会を計4回、川崎医科大学で主催している。1997年12月には、第1回中国四国地方会を中国四国リハビリテーション医学研究会と同時開催し、以後、第4回までの大会長を務めている。1995年6月には、第32回学術集会のポストコングレスセミナーを開催した。
1985年12月に中国四国リハビリテーション医学懇話会を会長として開催したことを契機に、武智秀夫らとの相談のもとで、中国四国リハビリテーション医学研究会を設立し、第1回～14回までの研究会（年に2回）を主催している。以後、研究会は持ち回りとなった。
ほかに、日本災害医学会、日本義肢装具学会、日本靴医学会、日本脳波・筋電図学会（現在、日本臨床神経生理学会）においては評議員、日本運動療法研究会では理事を歴任した。1977年11月に第9回日本義肢装具学会学術大会、1983年11月には日本リハビリテーション工学協会の研究会、1990年7月には第15回日本運動療法研究会を主催している。

### 社会的活動
1992年～1994年に、全国理学療法士・作業療法士養成施設連絡協議会の会長を務めた。1994年～2004年には、私立理学療法士・作業療法士養成施設連絡協議会の理事となった。厚生省（現在、厚生労働省）の特定疾患スモン研究班の委員を歴任し、毎年、その健康診断に医局員とともに参加した。

## 人物

### 人格
高い道徳的観念と正義感を兼ね備え、理性溢れる発言を常とする人格者である。学外の医師に対しては常に温和な口調で、若い医師の将来性を激励する存在であった。その反面、学内の医師や療法士に対しては、非常に厳格であったことで知られている。特に学生に対しては恐れられる存在で、病院内の廊下での私語や不勉強な態度に対して叱責する姿は、尋常なものではなかった。川崎リハビリテーション学院の卒業生謝恩会で、毎年、1) 職場内恋愛の危険性、2) 金銭トラブルの禁制、3) 医師への発言に関する忠告の3点を説明する姿勢は、高潔な人格を表わすものであった。自らは、「水野祥太郎は厳しかった。しかし、自分は叱られたことはなかった。」と述べている。非常に厳格ではあったが、憎めない存在でもあり、医局員からは陰で「ケンちゃん」と呼ばれていた。
1975年12月に第1回リハビリテーション科クリスマス会を医局員、療法士とともに開催してから、1999年12月まで毎年継続して行い、職員間の懇親と融和を大切にする性格でもあった。夏季には海水浴や医局旅行を企画したことも親睦を大切にしたからであったが、水着コンテストの実施については、職員からは不評であった。「私はスケベですから」と述べていたが、寛容の心から来るものであった。1985年には第1回大学対抗ソフトボール大会を開催し、リハビリテーション科職員間のテニス大会の開催や、医局内の野球チーム「Independence」の発足など、スポーツ好きであった。しかし、ゴルフを嫌っていたことは有名な話で、医局内でのゴルフ談話はご法度であった。
入院している患者への癒しも重視し、夏には七夕会、秋には運動会、冬にはクリスマス会を病棟、あるいは訓練室、ふるさとの森で企画し、競技や催しには教職員が患者とともに参加した。

### 趣味
幼少期から音楽を愛し、オペラやオペレッタを好んだが、ビオラやバイオリンの演奏には特に力を入れ、音楽家を志した時代もあった。パリでコルメザンというビオラの名器を購入したり、バイオリンを自作したりという熱の入れようであった。医師との合同演奏も数回行い、武智秀夫（チェロ）や長尾竜郎（バイオリン）、土肥信之（ピアノ）らが集った。
古書を求めて、神田の古本屋街を歩くことも趣味のひとつであった。特に洋書に拘りをもち、医学書のみでなく童話集を集めることにも没頭した。医学会に参加するために海外へ出張した際には、必ず古本屋を探して歩いた。その結果、書籍のみでなく、障害者に関連する古い絵画や壁画までも求めるようになった。2002年には、整理しきれなくなった古書や絵画を収納するための書庫を自宅の庭に建築することとなった。
嗜好では、喫煙者を天敵の如く嫌ったが、飲酒はこよなく愛した。ドイツパブを好み、ビールとソーセージを準備すれば上機嫌であった。

### 交友関係
岡山大学関連では、恩師の児玉俊夫や武智秀夫のほか、長島弘明、那須亨二との繋がりも深かった。工学関係の岡本卓爾、軸屋和明とも共同研究を行った。日本リハビリテーション医学会では、荻島秀男、岩倉博光、横山巌、上田敏 (医学者) 、村上惠一、緒方甫、米本恭三、大川嗣雄、安藤徳彦、福田道隆、田中信行、中村隆一、千野直一、石神重信、眞野行生、三上真弘らとともに学会運営に携わった。義肢装具関連では、澤村誠志、渡辺英夫、川村次郎らと交友関係にあった。
海外での学会には毎年のように出張し、得意な英会話によって多くの研究者との交流をもつこととなった。ニューヨーク大学のLaurence Friedmann、Mathew H.M. Lee、ノースウェスタン大学のHenry B. Betts、Meyer S. Gunther、Dadly S. Childress、Joel M. Press、聖トーマス大学（フィリピン）のTyrone M. Reyes、ウプサラ大学のAxel Fugl-Meyer、ハワイ大学のGary Okamotoを倉敷に招聘している。

## 著書
- 『義足』 武智秀夫共著 医学書院 1968
- 『装具』 武智秀夫共著 医学書院 1969
- 『義手』 武智秀夫共著 医学書院 1972
- 『リハビリテ-ション医学全書 4 運動学』 医歯薬出版 1973 ISBN 9784263217641
- 『職業性腰痛―予防から治療・職場復帰まで』 青山英康共著 労働基準調査会 1980
- 『リハビリテーション医学全書 2－12 合併症の管理』 編著 医歯薬出版 1988 ISBN 9784263218525
- 『リハビリテーション医学全書 2－8 リハビリテーション工学』 岡本卓爾共編 医歯薬出版 1990 ISBN 9784263218488
- 『義肢』 武智秀夫共著 医学書院 1991
- 『PT・OTのための一般臨床医学』 編著 医歯薬出版 1998 ISBN 9784263212752

## 翻訳
- ケンドール『筋力テスト、第2版』 寺沢幸一共訳 日本肢体不自由児協会 1975
- ダニエルス『体のアラインメントと機能：その運動療法』 土肥信之共訳 医歯薬出版　1978